# Högboda
Högboda è un'area urbana della Svezia situata nel comune di Kil, contea di Västra Götaland.
La popolazione rilevata nel censimento 2010 era di 262 abitanti .